# Cricca del Fengtian
La cricca del Fengtian fu una delle numerose cricche o fazioni ostili che si scissero dall'Esercito Beiyang della Repubblica di Cina durante il periodo dei signori della guerra. Fu chiamata così per la provincia del Fengtian (ora Liaoning) e gestita da una base territoriale comprendente le tre province nord-orientali che costituivano la Manciuria. Fu guidata dal signore della guerra Zhang Zuolin noto come il "Grande Maresciallo" che fu supportato dal Giappone. Tra il 1920 e il 1921 esercitò il controllo su Pechino insieme alla cricca di Zhili. Tuttavia le tensioni iniziarono presto a manifestarsi tra le due cricche e la cricca del Fengtian si scontrò con la cricca di Zhili per il controllo di Pechino nella prima guerra Zhili-Fengtian (1922) e nella seconda guerra Zhili-Fengtian (1924). Il potere della cricca del Fengtian cominciò a diminuire nel bel mezzo della spedizione del Nord guidata dal Kuomintang. Mentre si ritirava verso nord i sostenitori giapponesi di Zhang Zuolin fecero saltare in aria il suo treno, uccidendolo. Dopo l'assassinio di Zhang Zuolin nel 1928 da parte dei giapponesi, suo figlio, Zhang Xueliang, assunse la direzione della cricca. Zhang Xueliang continuò poi a impegnare se stesso e il suo esercito nel governo del Kuomintang a Nanchino.

## Esercito del Fengtian
L'esercito del Fengtian prese il nome della provincia di origine del suo capo Zhang Zuolin, che era appunto il Fengtian, oggi Liaoning.
L'esercito di Zhang Zuolin era uno dei più moderni eserciti dei signori della guerra cinesi, infatti impiegava la tecnologia che molti signori della guerra cinesi non avevano. Questa tecnologia comprendeva il carro Renault FT e anche una grande forza aerea di circa 100 velivoli tra cui i bombardieri leggeri Breguet Bre 14 e Breguet Type 15. L'Aeronautica della cricca del Fengtian era comandata dal figlio di Zhang Zuolin, Zhang Xueliang che aveva, in Giappone, un grande interesse per l'aviazione militare. Insieme a queste unità più moderne l'esercito di Zhang Zuolin non era molto diverso dagli altri eserciti dei signori della guerra del tempo tra cui l'unità "Dare to Die" che era formata da squadre suicide virtuali. Una unità dell'esercito di Zhang perse 5000 uomini in un attacco. Oltre a queste truppe cinesi, l'esercito del Fengtian impiegava molti russi bianchi volontari nei suoi ranghi; una unità di russi bianchi nell'esercito del Fengtian erano i Mukden Lancers. Zhang fece buon uso degli ufficiali russi bianchi; il film documentario sovietico "Modern Warfare in China in 1924-1925" mostrò questi russi bianchi tra cui il generale Nechaev, il generale di brigata Cechov e il suo secondo in comando il colonnello Makarenko.

## Comandanti del Fengtian
- Zhang Zuolin, Generale comandante del Fengtian
- Zhang Xueliang, Erede di Zhang Zuolin, comandante dell'Aeronautica del Fengtian
- Zhang Zongchang, Guida dello Shandong, comandante dell'Esercito dello Shandong
- Wu Junsheng, Comandante della Cavalleria del Fengtian
- Guo Songling, Comandante di alto rango, in seguito disertato al Guominjun
- Li Jinglin, Comandante dell'Esercito di Zhili della cricca del Fengtian e governatore della provincia di Zhili nel 1924-1925
- Chu Yupu, Comandante dell'Esercito di Zhili della cricca del Fengtian e governatore della provincia di Zhili nel 1925-1928